# Nezařazení (Senát)
Nezařazený senátor či senátor nezařazený do klubu je zvolený senátor, který není členem žádného senátorského klubu určeného ke sdružování senátorů, a může tak jednat do jisté míry politicky nezávisle.

## Nezařazení senátoři
- Daniela Kovářová[1] (bezpartijní), zvolena 2022 jako nezávislá kandidátka
- Jana Zwyrtek Hamplová[1] (bezpartijní), zvolena 2022 za hnutí Nezávislí